# Convair XF2Y-1 Sea Dart

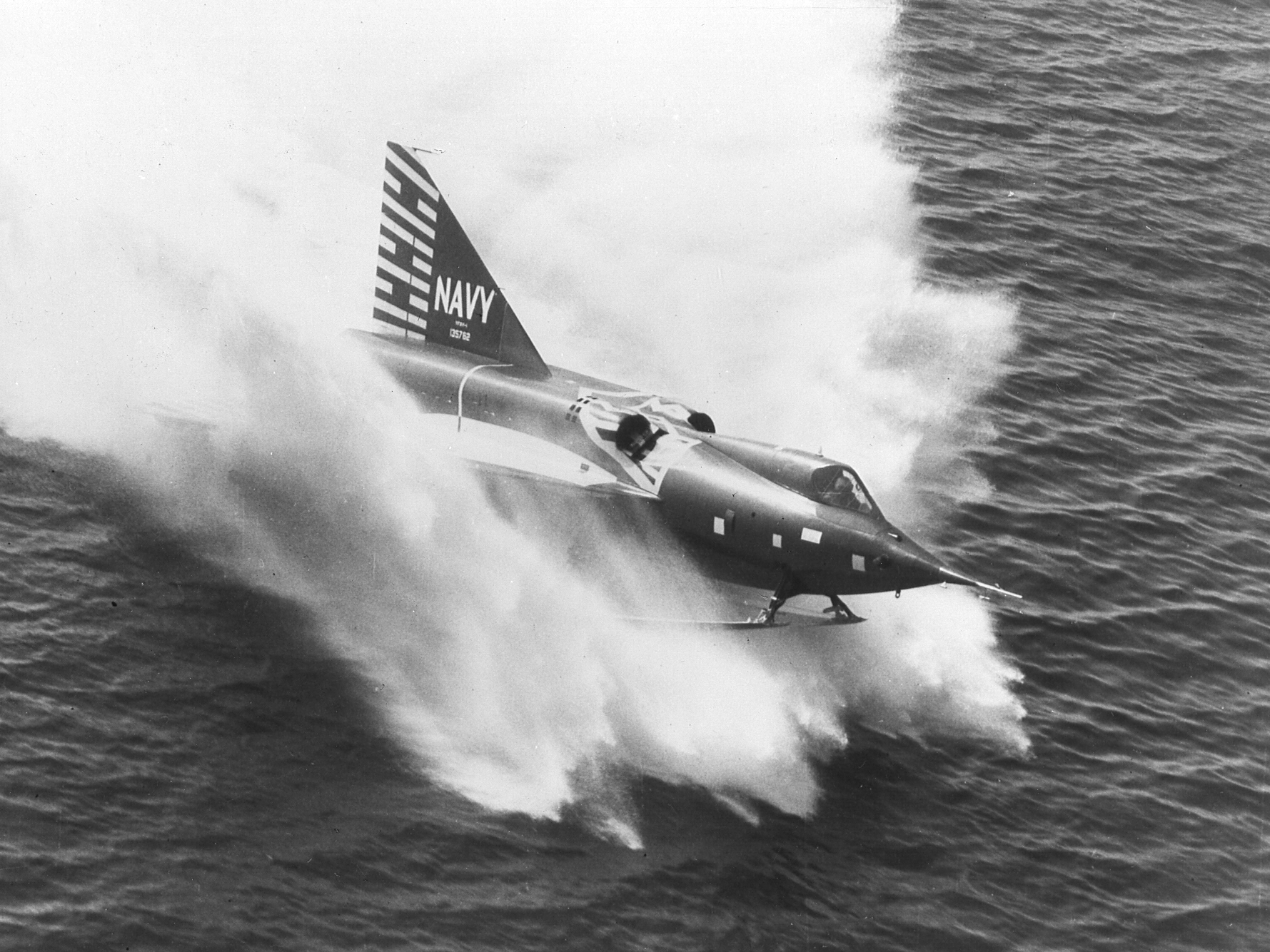
Il Sea dart in fase di decollo.

Il Convair XF2Y-1 era un idrocaccia bimotore a getto realizzato dall'azienda statunitense Convair negli anni cinquanta.
Volò solo come prototipo e non venne mai avviato alla produzione in serie, ma rimane l'unico idrovolante ad avere superato la velocità del suono. Sebbene rimanga unico del suo genere con i suoi idropattini, il concetto di idrocaccia a getto era già stato sperimentato dai britannici come il Saunders-Roe SR.A/1 che volò nel 1947.

## Storia del progetto
La Convair cominciò a pensare alla costruzione del Sea Dart nel 1948, quando la marina statunitense bandì un concorso per un nuovo intercettore supersonico. All'epoca si era molto scettici sull'impiego di aerei capaci di superare la barriera del suono sulle portaerei, il che spiega perché la U.S. Navy ordinò così tanti aerei subsonici. Lo scetticismo aveva qualche fondamento, in quanto molti progetti di aerei supersonici richiedevano molto spazio per decollare ed un'alta velocità di approccio; in più non erano molto facili o stabili da controllare, tutti fattori non poco fastidiosi su una portaerei.
Alla Convair vennero ordinati due prototipi negli ultimi mesi del 1951, più dodici aerei di produzione ancora prima che il primo prototipo volasse. Non venne montato alcun armamento nei Sea Dart costruiti, ma il progetto era di armare l'aereo con un cannone da 20 mm ed una batteria di razzi non guidati. Quattro di questi esemplari ordinati vennero convertiti a velivoli di test, mentre i rimanenti otto aerei vennero presto cancellati.

### Ridesignazione
Sebbene l'aereo fosse stato ufficialmente ritirato e non avesse più volato, almeno un F2Y era stato mantenuto nel 1962. Così, dopo la ridesignazione degli aerei statunitensi del 1962, fu chiamato F-7

## Tecnica
L'aereo era un caccia caratterizzato da una configurazione alare a delta ed uno scafo a tenuta stagna con due pattini retrattili per l'ammaraggio, il flottaggio ed il decollo. Quando era stazionario o si muoveva piano in acqua, il Sea Dart galleggiava con il bordo delle ali che toccavano la superficie dell'acqua. I pattini non venivano estesi fino a che l'aereo non avesse raggiunto la velocità di circa 10 miglia orarie (16 km/h) durante la corsa di decollo.
La potenza era affidata ad un paio di turbogetti postbruciatori Westinghouse XJ46-WE-02, alimentati da prese d'aria montate sopra le ali per evitare l'ingestione di schiuma prodotta dall'acqua. Questi motori non erano pronti per il prototipo, vennero montati invece due motori Westinghouse J34-WE-32 con solo la metà della potenza degli inizialmente previsti J46.

### Configurazione pattini
Il primo prototipo venne equipaggiato con un singolo pattino che mostrò di funzionare molto bene, mentre al secondo venne applicato, stavolta senza successo, un nuovo doppio pattino. I prototipi sperimentarono altre configurazioni di pattini, le cui prove continuarono fino al 1957, dopo di che vennero relegati in un magazzino.
Gli Stati Uniti non erano il solo paese a considerare l'utilizzo di idropattini montati su velivoli a getto. La Saunders-Roe, industria aeronautica del Regno Unito che aveva già costruito un idrocaccia sperimentale con motore a getto, partecipò a un concorso per il progetto di un caccia equipaggiato con idropattini, ma il programma venne anch'esso cancellato.

## Impiego operativo
Negli anni cinquanta, la U.S. Navy considerò i magazzini interni dei sottomarini, che potevano portare tre di questi aerei. Immagazzinati in camere pressurizzate che non emergevano dallo scafo, sarebbero stati sollevati da un ascensore a poppa. Il programma raggiunse solo la "pianificazione su carta" per due problemi che non sono stati mai affrontati: il buco per l'ascensore avrebbe gravemente indebolito lo scafo e il carico di ascensore sarebbe anche difficile da trasmettere alla struttura dello scafo.

## Utilizzatori
Stati Uniti
- United States Navy

## Esemplari attualmente esistenti

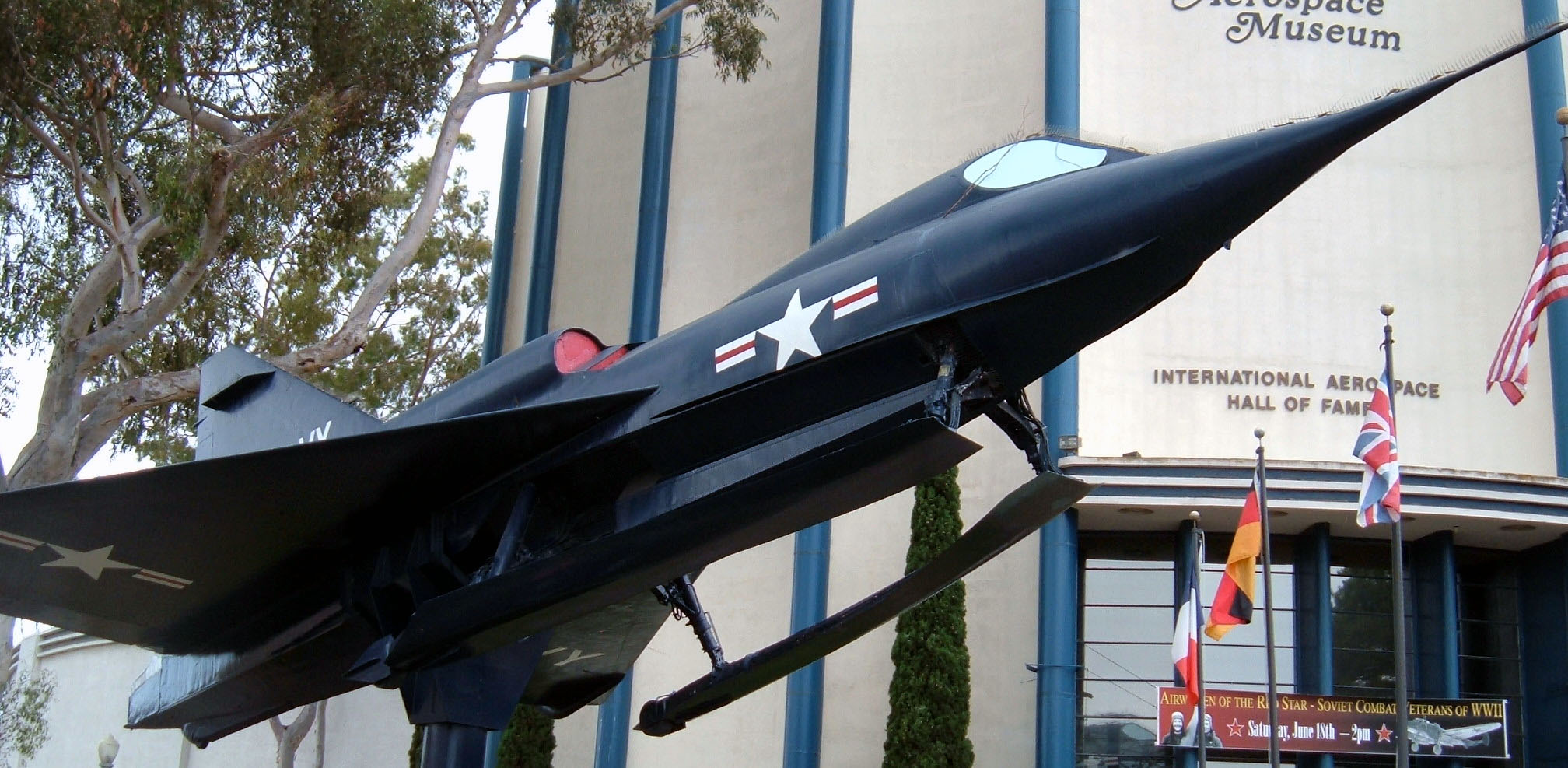
Il Sea Dart gate guardian all'ingresso presso il San Diego Aerospace Museum.

Tutti i cinque esemplari costruiti ed utilizzati per le prove di volo sono tuttora esistenti.
Il prototipo, di proprietà dello Smithsonian Institution, è l'esemplare attualmente in peggiori condizioni ma si trova in fase di restauro per essere riportato alle condizioni museali. Gli altri esemplari sono conservati ed esposti presso il San Diego Aerospace Museum, il Wings of Freedom Aviation Museum sito a Willow Grove, in Pennsylvania, e presso l'aeroporto di Lakeland, in Florida.